# 下町ボブスレーネットワークプロジェクト
下町ボブスレーネットワークプロジェクト(したまちボブスレーネットワークプロジェクト)は、東京都の大田区の町工場が中心となりボブスレーのソリを開発し技術力をアピールするためのプロジェクトである。
2011年に始動した。協力企業は延べ100社以上にのぼる。町工場側の開発はソリのフレームのみでありソリ全体を制作しているわけではない。カウリング部分は童夢カーボンマジック（現・東レ・カーボンマジック）、空力解析を株式会社ソフトウエアクレイドル、東京大学がランナー(そりの刃)の設計・開発を手がける。
大田区産業振興協会を申請者として平成25年度中小企業庁「JAPANブランド育成支援事業」に採択。

## 沿革
2011年
大田区職員である小杉聡史がまいど1号や江戸っ子1号をヒントに「大田区でも具体的なものを通して技術力をアピールできないか」と区役所にプロジェクトを提案。小杉は株式会社ナイトページャー社長の横田信一郎へボブスレーの製造を提案したことをきっかけに9月プロジェクト発足。。初代委員長の細貝淳一株式会社マテリアル社長を巻き込んだことから始まった。横田は広報委員長を務め、知名度アピールに尽力し世間が町工場に抱く暗いイメージを払拭したかったと述べる。同年４月公開の映画『商店街な人』にも出演している。
プロジェクトの代表である委員長には細貝淳一が就任:51f。
2013年
第183回国会の施政方針演説で首相安倍晋三はものづくりで「世界に挑んでいる」プロジェクトとして下町ボブスレーに言及した。同年3月に国際大会で初使用。同年5月の第一回展示会では5万人を動員した
同年6月に下町ボブスレー合同会社が設立された。
当初は2014年開催のソチオリンピックの日本代表に使用してもらうように要請していた。しかし、問題点が多く、スケジュール的に間に合わないだろうということで11月に不採用が決まった。
2014年
ソチ不採用を受け細貝は委員長を退き、彼の指名で船久保利和が2代目委員長に就任。ゼネラルマネージャーという役職が新設され、細貝がこれに就いた:58ff。
2015年
11月、平昌オリンピックの日本代表が使用するそりを決めるためのテストが行われ、下町ボブスレーもこれに参加した。ドイツ製のそりの方がタイムが良かったため、これが採用されることになった。11月18日、日本ボブスレー・リュージュ・スケルトン連盟は大田区産業振興協会に対して不採用通知を送った。日本代表に不採用となったことで、世界に向けて情報を発信することになった。在ジャマイカ日本国大使館参事官小山裕基がジャマイカボブスレー連盟会長ネルソン・ストークスに飛び込みで日本製ボブスレーを宣伝し、関心を買った。
2016年
下町ボブスレーはジャマイカチームによって採用された。
- 3月 - アメリカの大会で下町ボブスレーのソリを使用した選手が転倒、数針縫う怪我を負った[13]。
- 5月 - ジャマイカによる採用を機に、人事を刷新。国廣愛彦が3代目の委員長に就任[10]:202。
- 7月12日 - 安倍晋三内閣総理大臣は、下町ボブスレーネットワークプロジェクト・チームによる表敬を受けた。同チームの努力に敬意を表するとともに、国産ボブスレー開発への挑戦については施政方針演説でも取り上げたことを紹介した。また同プロジェクトのおかげで日本の中小・小規模事業の技術力の高さが世界により広く知られることになると確信すると述べた[14][15]。

2017年
- 12月 - 元オリンピックチャンピオンのドイツ人サンドラ・キリアスがジャマイカ女子代表のコーチに就任、元々はジャマイカ女子代表のジャズミン・フェンレイター選手（元ボブスレー米国代表選手）のパーソナルコーチ。
- 12月10日 - ラトビアに本社を置くBobsleja Tehniskais Centrs社（ボブスレー技術センター社、通称 BTC）のそりにより、ジャマイカの女性ボブスレーチームは過去最高の成績を得る。BTC製のそりを使用した事に関してプロジェクト側はコーチを非難、以降選手とのコミュニケーションが取れない状況となる。
- 12月14日 - ジャマイカ女子代表がBTC製のそりを使って五輪出場権を獲得[16]。同日プロジェクトから資金難のジャマイカボブスレー連盟に対して資金援助を行う[17]（援助金額は公開されていない）。

2018年
当初は下町ボブスレーを採用していたジャマイカだが、安全性に問題があることや、機体のスピードが遅いこと、規格違反で失格のおそれがあることから、平昌オリンピックでは使用されないことが決定した。これに対し、下町ボブスレーはジャマイカ代表チームに対し1台あたり6800万円の損害賠償請求をすると発表した（後述 #ジャマイカ代表チームとの契約トラブルを参照）。
- 2月 - 下町ボブスレーの試走にも使用していた長野スパイラル（国内唯一の施設）が資金難を理由に休止を決め、5日にラストランが行われた[19]。

平昌五輪終了後
2018年度から採用される教科書には（教育出版、小学5年の道徳の教科書）、安倍晋三総理大臣が下町ボブスレーに乗っている写真が掲載される。このことについて東京新聞は、下町ボブスレーが現政権のPR材料になっているとし、日本スゴイのものづくりのなかでも、もっとも感動を呼びやすいコンテンツと指摘する。

## ジャマイカ代表チームとの契約トラブル
2016年7月、ジャマイカボブスレー・スケルトン連盟と2018年平昌オリンピックで下町ボブスレーを使用する契約を締結していた（調印は大使館でおこなわれている）。
しかし、2017年12月にドイツで行われたワールドカップに輸送トラブルで届かなかったことから、ジャマイカボブスレー代表チームは急遽、ラトビア製のそりを使用、これで好成績を収めた。これをきっかけに、下町ボブスレーの性能への改善要求が出されたが、折り合いが付かず、ジャマイカチームはラトビア製のそりの使用を続けることになった。
2018年2月5日、ジャマイカ代表チームは下町ボブスレーを平昌オリンピックで使用しないことを伝えた。これに対し、平昌オリンピックで下町ボブスレーを使用しなかった場合、プロジェクトは契約不履行としてジャマイカ側に損害賠償請求を行うと表明した。
プロジェクトから既に資金難のジャマイカボブスレー連盟に対して資金援助をしている経緯もあり、実際に賠償請求をおこなっても資金の回収が困難であることはプロジェクト側も認めている。2017年04月26日に開催された「下町ボブスレーオリンピック方針説明会」では駐日ジャマイカ アリコック大使が参加していた経緯もあるため賠償請求には外交上の問題も発生する。

### 以降の経緯
- 2月8日 - ジャマイカ・ボブスレー連盟ネルソン・ストークス会長は香港RJR NEWSのインタビューを受け、既に弁護士をつけてプロジェクト側と対応中であり、不採用には正当な理由があると説明。また詳細は明らかにしなかったものの、2つの材料のチェックを失敗したこと、選手のために安全でないことを不採用の理由としてあげた[26]。
- 2月10日 - プロジェクトの公式サイトにあったジャズミン・フェンレイター選手の紹介ページが非公開に設定される[27]。ジャズミン・フェンレイター選手の公式twitterの背景画像は2月18日現在も下町ボブスレーのままになっている[28]。
- 2月10日 - ジャマイカ女子代表チームはラトビア製（BTC製）そりにクールボルト(Cool Bolt)と命名したことを公表[29]。
- 2月14日 - ジャマイカ女子代表コーチのサンドラ・キリアスが内紛により辞任、コーチの私物であったラトビア製そりと機材が使用できなくなり、オリンピック本戦出場が危ぶまれる事態となった[30]（私物ではないとの報道もある）。
- 2月15日 - ジャマイカ・ボブスレー・スケルトン連盟（JBSF）は他国チーム（カナダなど）から支援表明がありオリンピック本戦出場には支障がないことを示唆した[31]。
- 2月16日 - ジャマイカ発祥のレッドストライプ（ビール会社）がジャマイカ・ボブスレー・スケルトン連盟（JBSF）にソリを寄贈することが決定[32]。
- 2月17日 - ジャマイカ代表はドイツのクラブチームから借りていたラトビア製のソリを買い取り公式練習に臨んだ[33][34][35]。
- 2月19日 - プロジェクト関係者は下町ボブスレージェットに搭乗して平昌オリンピックの会場に向かった[36]。関係者が持ち込んだ応援幕にジャマイカチームへの応援メッセージはなかった（スカイマーク株式会社 代表取締役会長のツイートより）。
- 2月20日 - 平昌オリンピック ボブスレー女子2人乗り、1回戦、2回戦開催、ジャマイカ女子代表はラトビア製（BTC製）のそりで出場、下町ボブスレーは使われなかった[37]。現地に居た下町ボブスレープロジェクト関係者は会場でジャマイカ選手を応援することはなかった。
- 2月21日 - 平昌オリンピック ボブスレー女子2人乗り、3回戦、4回戦開催、ジャマイカ女子代表はラトビア製（BTC製）のそりで出場、下町ボブスレーは最後まで使われなかった。ジャマイカ女子代表は19位の結果となった[38]。

下町ボブスレープロジェクト関係者は会場でジャマイカ選手を応援した。同日、ゼネラルマネージャー細貝純一は法的措置について、「話をしたいから警告しただけ。現時点では全く考えていない」と発言した。
ジャマイカ女子代表のジャズミン・フェンレイタービクトリアン選手は「（下町の方が）応援に来てくれて、熱い支援に感謝している」と語った。

### 契約トラブルに対する反響

#### ジャマイカ側を批判する意見
- ニュースキャスターの安藤優子は自身が出演するテレビ番組の直撃LIVEグッディ！にて「何かの力が働いているんじゃないですか」、「極めて腹立たしい。やり方が。国と国の約束。許されないんじゃないですか」とジャマイカ側を批判した[39]。
- 笠井信輔はとくダネ！で「ジャマイカ側は下町の気持ちがわかっているのか」、「この放送を見せてそれでも使わないと言えるのか」とジャマイカ側の対応に対して激怒した[40][41]。

#### 下町側を批判する意見
- 実業家の堀江貴文は推進委員会の提訴に対して「逆ギレとかみっともない」と対応を批判、「下町ボブスレーはノスタルジーである」と切り捨てた。「契約があるので提訴は不当ではないがアスリートは結果を求めており大事なタイミングでの提訴はみっともない、また技術が劣っていたならば自分はスルーする」と持論を展開した[42]。
- 冷泉彰彦は下町側が主張するジャマイカ側の裏切り、ラトビアの強引な売り込みがあるのならばそれに対して先手を打たなかった事、ラトビア製ソリが下町ボブスレーのソリより早いと判明してもなおオリンピック出場資格を取るまでならばラトビア製のソリを使うという契約の捻じ曲げを了承した件について下町側がラトビア製よりも速いことを証明する事が出来なければそれは身勝手である事など下町側の甘さを批判した[43]。

#### 中立的な放送
- 2018年2月27日テレビ東京放送日経スペシャル ガイアの夜明け「下町ボブスレーの真実」では下町ボブスレーの部品製作に関して、大田区の協力企業は無償製作であり、東レ・カーボンマジックを含め一部の技術はメーカーに頼り、支払いは支援金で賄われたと放送した。下町ボブスレーに試乗した元オリンピック代表ハネス・コンティのアドバイスを元にプロジェクトが2018年12月末にフレームの前側の支点の自由度を1軸から2軸に修正したことを放送した。下町ボブスレーとラトビア製（ＢＴＣ製）ソリとの比較テストは、下町ボブスレーのテストが整氷されていないコースで行われたので公正でないと放送した。下町ボブスレーに試乗した3人のボブスレー選手はインタビューで下町ボブスレーの最高速度が速いことは認めつつ操縦の難しさによるリスクがあることを話した。下町ボブスレーとワルナー製ソリとの比較テストに関しては番組の独自取材によりテスト結果（プロジェクトが2月7日に公式サイトで公開した資料と同一）が公開された。プロジェクトから損害賠償請求を行うと表明した事に関しては番組では触れられなかった。

プロジェクト関係者と直接的に関わりのあったマスメディアでは基本的にプロジェクトを擁護する内容となっている（詳細は#組織概要の主要メンバー構成に記述）。

## ソリの制作

### 軽量化への取り組み
ボブスレー経験者である脇田寿雄の要望を受けて、プロジェクトはソリの軽量化に取り組んできた:122。
実際のレースにおいては「バラスト」と呼ばれる重しをソリに載せて走ることが認められている。このバラストのソリ内での設置個所を調節することで、プロジェクトは「ソリの低重心化」「慣性モーメントの低減」「ソリの前後重量配分の調整」の3つの目的の達成を目指した。軽いソリは重いソリと比較してより多くのバラストを積むことが可能であるため、諸目標の達成が容易となる。軽量化の結果、二世代目にあたる下町ボブスレー2号機の総重量は135kg、三世代目にあたる6号機の総重量は161kgを達成した。これはISBFのレギュレーションに定められた下限を下回る数値であるが、マテリアルチェックではバラストも含めたソリの重さを計るため下限より軽く作られたソリがそれを理由としてレギュレーション違反になることはない。
低重心化の効果について、奥はコーナーでの荷重移動が少なくなり左右に振られなくなるため摩擦抵抗の増加を抑制できると説明している:207。ソリの低重心化というコンセプトはプロジェクトが支持するだけではなく、日本代表やトッド・ヘイズ
も意見を同じくする所である。
ソリの前後重量配分について、当初プロジェクトの制作したソリは自動車でいうところの「フロントヘビー」となっていたが、2015年1月の産学連携コーディネーターとの意見交換や、2015年11月のインスブルックで行った2号機と新3号機の比較テストを担当したドイツ人パイロットからのアドバイスを通じ、「リアヘビー」が望ましいという知見を獲得していた:103,157ff。10号機は前モデルの9号機から軽量化を行っているが、これはバラストの増量ではなく、直接ソリの前後の重量バランスを適正化することを目的としている:259f。

### プロジェクトの制作したソリ

#### 第一世代

##### 1号機
下町ボブスレーネットワークプロジェクトが製造した最初のソリであり、データ収集・ノウハウの蓄積が主目的のテスト用という位置づけがされている。
全体設計は童夢・カーボンマジック(当時):110f。カウリングの基本設計は童夢・開発部の貴家伸尋が、空力最適化はソフトウェアクレイドルが担当:57ff。ボブスレー競技経験者として過去4回オリンピックに出場した経験を持つ脇田寿雄が招聘され、彼の協力の下開発された。カウリングのデザインは円錐型が世界的主流である中、あえて角ばった物が採用された。これについて貴家は「上に行く空気の流れと横に行く空気の流れを分けて、それぞれの流れを整える狙いがあった」と、空力上の必要性があった事を説明している:51。ランナー(ソリの刃)はスイスのコーラー社とドイツのヴィーマー社の物を使用しており:106ff、100%の国産機という訳ではない。
データ収集を主目的としているため、当初からレースのレギュレーションを一部無視して設計されている:68。例えばアクスル(四輪自動車でいう所の車軸)は溶接で固定していることがレギュレーションに定められているが、アクスルベース(四輪自動車でいうところの前輪と後輪の車軸間の距離)の適切な長さを調べるため、アクスルを固定せずボルトで止めて位置を変更可能としている。この可動式のアクスルは脇田の要望により実現された。また、脇田は滑走中の振動を吸収するためにソリのフレームの剛性を調整することも要望したが、これについては一旦ペンディングされ、1号機はしっかりとした構造のソリとして設計されている:68。フレームの素材として童夢CM側は鉄道や自動車の部品によく使用されるクロムモリブデン鋼を推薦していたが、極端に短い納期のため溶接の困難なこの素材への採用は見送られ、代わりに機械構造用炭素鋼のS45Cが用いられた:179f。
2012年10月30日に一旦完成するも脇田の見立てではまだ実際に滑走できる品質には至っておらず、試走の直前まで改修が行われた:86,92ff。
12月12日に長野市ボブスレー・リュージュパークで初の試験滑走:102。この試験滑走を担当した吉村美鈴と浅津このみの要請を受けて、急遽12月末の全日本ボブスレー選手権大会で使用されることになったが、レギュレーション違反の機体であることを選手権の直前までプロジェクトは失念しておりマテリアルチェックに間に合わせるために突貫作業を行う事になった:112,117ff。1号機に搭乗した吉村らは選手権で優勝を飾った:126。
翌年の全日本選手権にも2号機・3号機と共に参加したがDNSで失格:261f。
2015年12月20日の全日本選手権には中村一裕・森田翔平が1号機に搭乗して参加したが2走目で転倒:168f。
1号機に搭乗した経験のある鈴木寛は「振動がひどい」「反応が悪い」とし、ラトビア製には及ばないと評している:1章,4章。

#### 第二世代

##### 2号機
2013年10月8日、完成記者会見が開かれる:250。3号機と完全に同モデルの機体。2013-2014年のワンシーズンでソチ5輪を目指すため、2号機は国際大会に出場させて改善点を炙り出し、それを国内に待機させた3号機に逐一フィードバックし、完成した3号機を本戦に出場させるという計画であった:206。全体設計は東レ・カーボンマジック(童夢・カーボンマジックから社名変更):110f。空力最適化はソフトウェアクレイドルが担当:228f。
総重量135kg、カウリング部分のみの重量は29.5kg。 全長300cm、幅86cm、高さ68.5cm。:229
機体を軽量化しつつ強度は維持するためにフレームの素材は一般構造用圧延鋼材のSS400からクロムモリブデン鋼のSCM435へと変更された:215f。
振動を吸収する目的で、リアフレームの形状は1号機の角パイプから楕円パイプへと変更された。この楕円パイプは前方の断面は40mm×100mmの楕円状であるのに対し、後方は40mm×40mmの真円という特殊な形状であり、200万円ほどを要する専用の金型を制作すれば町工場にも製作は容易であったが、プロジェクトの無償の取り組みという制約のためこの手法を選ぶことは不可能であった:224ff。苦肉の策で職人が作り上げたパイプは、楕円ではなく角の取れた菱形状であったと奥は語る:4章。図面とは異なるこの形状には日本代表からも不満が上がり、結局3号機では1号機同様に角パイプへと戻されることになった。
ボブスレーと言う競技は機体の全長が短いほど助走距離を稼ぐことが可能であり、2号機はこのメリットを重視し1号機比で全長を245mm短くしている。:229。一方これは空力としては不利になるため、空力性能は1号機よりも低下している:228。
制作費は無償で協力した企業の負担分を除いて1500万円:237。
2013年10月29日、カルガリーオリンピックの会場であったカナダオリンピックパークのボブスレー、リュージュ競技場で初滑走:248。
11月5日にはラトビアのBTC社製のボブスレーとの性能比較に敗北:255。言わば3号機のためのテスト機体に過ぎない2号機が、突然BTC社製のボブスレーとの比較試験を受けるのはプロジェクト側としては想定外の事であった:264。この他選手から挙げられた要望にも応えるためにも2号機には本格的な改修が必要となると判断され、一旦日本に戻すことが決定される:254。このため11月14日からのカルガリーのノースアメリカカップへの出場が不可能となり:254f、3号機のためのテスト機体という2号機の目的その物が揺らぐことになる。
2014年12月の日本選手権では浅津が2号機に搭乗して参加したが、ラトビアのBTC製ボブスレーに乗った押切麻季亜に敗北:84。両チームのタイム差は2走の合計で1.42秒に及んだ。

##### 4号機
2014年12月10日完成:84。2・3号機とほぼ同一設計による廉価版の機体:79。2・3号機では衝撃吸収を目的とした楕円パイプがフレームの素材として使用されたが、これを一般的な丸パイプへと置き換えることで、コストダウンを図るとともに楕円パイプとの比較テストを行う事を目的としている:79。制作説明会は2014年11月12日であったが、12月13日のチャレンジカップを目標にしてひと月で製作された。これまでの機体は東レカーボンマジックによって全体設計が行われてきたが、4号機はこれを下町側の人間が担当することとなった。しかし東レカーボンマジックが設計した2・3号機からフレームのパイプ材料が変更されただけの図面であり、実質的な全体設計が下町に委ねられたわけではない:111。
2015年1月から2月にかけて、ボブスレーの前後のフレームを接続するシャフトに角度を付けてコーナリング性能を向上させるアイデアを実証するため、4号機は分解されシャフトに3.5度の角度が設ける改修が行われた。
テスト滑走を行ったパイロットの評価は芳しい物ではなかったが、アイデアその物ではなく角度をつけすぎたことが問題なのではないかと判断され:104f、後の新3号機・新5号機の開発に繋がる。

#### 第三世代

##### 下町スペシャル
ジャマイカ代表のため新規開発された機体群。「下町スペシャル」である6・7・8号機と後述する「ジャマイカスペシャル」である9号機は共通のフレームを利用しており、カウリングとして前者にはプロジェクト側がデザインした物が、後者にはジャマイカ連盟の技術ディレクタートッド・ヘイズがデザインした物が取り付けられている。現時点では情報源に乏しく、以下の記述の大部分がプロジェクトのGMである細貝の主張に拠る。

###### 6号機
2016年10月5日、完成記者会見が開かれる:241。ジャマイカ代表チームの為に制作された新規開発の機体。
総重量161kg、カウリング部分のみの重量は35kg。 全長310cm、幅53cm、高さ87cm。
全長は2号機の系列機と同様3mであるが、歴代モデルの中で最も低い空気抵抗を目指した:235。しかし、空気抵抗の軽減のためパイロットのヘルメットとカウリングの隙間を最小限に狭めた設計が仇となり、テスト滑走を行ったジャズミン・フェンレイターから、カーブの際ヘルメットがカウリングに打ち付けられ、最悪の場合脳震盪になるとの報告が寄せられた:249f。結局、後継機である8号機はパイロットが乗り込む開口部を広くとることになった。

###### 7号機
6号機と同モデルの「下町スペシャル」の1台。日本人選手に提供することを目的として制作された:235f。
2017年3月3日、インスブルックで開かれたシニアヨーロッパカップでは Peter Hinz が搭乗し5位を獲得。

###### 8号機
6号機と同モデルの「下町スペシャル」の1台。本来は「ジャマイカスペシャル」として制作され提供される予定であったが、細貝の言い分によればトッド・ヘイズのカウリングの設計データが送られてきたのが11月26日と遅くなったこと、ジャマイカチームに貸し出している1号機と新3号機の一時輸出期限が切れて彼らが使用できる機体が6号機1台になってしまい予備機が必要であった事などの理由により、既に寄せられた6号機の問題を改善した「下町スペシャル」の改良機として制作されることが急遽決定された:250f。ジャマイカ代表はこの機体を「バタフライ」という愛称で呼んでいた:262。

##### ジャマイカスペシャル
ジャマイカ連盟の技術ディレクタートッド・ヘイズの要望によって彼がデザインを担当し制作することになった機体群。全長が2号機の系列機や「下町スペシャル」よりもさらに短い。このため、空力性能において劣る一方で、助走においてフィジカルに優れたジャマイカの選手の持ち味を生かせる点、カーブの多いピョンチャンのコースに向いている点が長所として予想されている。この機体群についても現時点では情報源に乏しく、以下の記述の大部分が細貝の主張に拠る。

###### 9号機
トッドヘイズの設計データが送られてきたのが遅かったが、2016-2017シーズン中にどうしてもピョンチャンのコースで「下町スペシャル」と「ジャマイカスペシャル」の性能比較を行いたいという下町ボブスレーネットワークプロジェクトの意向により、レギュレーションについては細かく詰めず違反することを前提に急ピッチで制作され:259、3月9日にはピョンチャンへと届けられた:255。ところがテストを務めるジャズミン・フェンレイターにワールドカップピョンチャン大会への参加資格がないというアクシデントが発生する:255f。

###### 10号機
ジャマイカへ3台の機体を提供する契約を結んでいた下町ボブスレーネットワークプロジェクトが、その枠を超えて更に作成した4台目の無償提供機体:260。「ジャマイカスペシャル」の改良機であり、フレームを更に軽量化することで理想の重量バランスを目指している:259f。マテリアルチェックのために発送期日が前倒しになりカウリングがまだ完成していなかったため、マテリアルチェックを受ける10号機は新フレームに9号機のカウリングを組み合わせてカルガリーへと輸送され、逆に9号機のフレームには10号機のカウリングが取り付けられピョンチャンへと輸送された:275。

## 組織概要

### 組織構成
- 下町ボブスレー合同会社（所在地は株式会社マテリアルと同住所）
- 公益財団法人大田区産業振興協会（大田区の外郭団体）
- 大田区（下町ボブスレーに関わる振興協会の職員は区からの出向職員）
- 協力企業（部品の無償製作など様々なかたちで貢献している[54]）

プロジェクトは寄付金、協賛金の総額およびその使途を公表していない。大田区は下町ボブスレープロジェクトが公益性の高い事業であることは認めているが、大田区産業振興協会が大田区の外郭団体であること、さらに下町ボブスレー合同会社が社団法人扱いであることから会計情報等を公表する事は大田区産業振興協会の自助努力に頼らざるを得ないとしている。大田区産業振興協会は担当者が会計情報を把握していることは認めているが、その全容を組織として把握していないとしている。2018年2月の時点で大田区、大田区産業振興協会、下町ボブスレー合同会社のいずれからも概要での公開も含めて会計情報等を公表する意志を確認できていない。
経済産業省が地域未来牽引企業として選定した2,148社のなかで大田区内の企業では20社中5社が下町ボブスレープロジェクトの中核企業から選定されるなど（株式会社マテリアル、株式会社フルハートジャパン、ケィディケィ株式会社、株式会社上島熱処理工業所、同和鍛造株式会社）、プロジェクトの中核企業は知名度向上等によるメリットが得られた。ただし大田区の中小企業の現況調査からはプロジェクトによる影響は局所的であると判断できる。。

### 主要メンバー構成
- 細貝純一（下町ボブスレープロジェクト ゼネラルマネージャー）

株式会社マテリアル 代表取締役
東京商工会議所大田支部 理事
下町ボブスレーを主題とした講演活動を日本各地で行っている。（講師派遣のシステムブレーン、ブレーンバンク、日本綜合経営協会等に登録、講演等による収入をプロジェクトに還元しているか明確にしていない）
TBSホールディングスの専務取締役（元）が塾長を務めるマスメディアの関係者（共同通信社、日本経済新聞社、日経BP社、毎日新聞社など）が参加するセミナーで講師を務めている。
東京都が開催する「東京の中小企業振興を考える有識者会議」の委員となっている。第1回は2018年2月19日に開催された。契約トラブル後では最初の公な会議への出席となり、中小企業の委員では唯一の出席者となった。会議内容はインターネットで中継されたが、下町ボブスレーについて触れられることはなかった。会議内容は公開される。
- 國廣愛彦（下町ボブスレープロジェクト推進委員長）

株式会社フルハートジャパン 代表取締役
- 舟久保利和（下町ボブスレープロジェクト推進副委員長・会計）

株式会社昭和製作所 代表取締役社長
- 西村修（下町ボブスレープロジェクト推進副委員長）

株式会社エース代表取締役社長
- 奥田耕士（広報チームリーダー）

大田区産業振興協会職員、企画、事務局役

#### 過去に要職に就いていたメンバー
- 奥明栄（下町ボブスレープロジェクト推進副委員長）[60]

株式会社童夢カーボンマジック 代表取締役社長（現・東レカーボンマジック株式会社 代表取締役）
プロジェクトでの現在の役職は公式サイトに記載されていない。2018年2月おおた工業フェアで下町ボブスレーの講演を行っている。
- 小杉聡史（主任コーディネーター、広報チームリーダー）[62]

大田区産業振興協会職員（大田区から出向）
2018年2月の時点で大田区役所で勤務

### 補助金
- 開発補助金[64]（大田区）1000万円
- 平成25年度「JAPANブランド育成支援事業」（関東経済産業局）上限6000万円

### 協賛金・寄付金
スポンサー（後述 #スポンサーを参照）からの協賛金・寄付金は公開されていない。
スポンサーを除く法人、個人からの協賛金・寄付金は大田区産業振興協会が管理し総額を公表している。（スポンサーからの協賛金・寄付金はこの数倍とのこと）
総額：29,904,411円（平成29年11月7日現在）
上記とは別にスポンサー企業より「下町ボブスレー応援定期預金」が発売されている。総額の0.05%相当が下町ボブスレー合同会社に寄付される。（2013年6月末の時点で50億円に到達）。

### 外部組織への資金援助
- 2016年11月7日 下町ボブスレー合同会社から日本ボブスレー・リュージュ・スケルトン連盟のサポーターズクラブへ活動資金が贈呈される[68]。（300万円）
- 2017年12月14日 下町ボブスレー合同会社、株式会社NTTぷらら、株式会社アイキャストは資金難のジャマイカボブスレー連盟に対して資金援助を行う[17]（援助金額は公開されていない）。

### ボブピース
プロジェクトのメンバーは写真撮影時などにボブピースと呼ばれるハンドサインを行う。
「ボブピースはグッジョブとビクトリーを表現している下町ボブスレーの決めポーズ！」と公式ブログにて発表されている。プロジェクトメンバー等と一緒に撮影する人物はボブピースをしなければならない。

## スポンサー
2017/2018オフシャルスポンサー

### メインスポンサー
ひかりTV4K

### サブスポンサー
- ANA
- 伊藤忠商事
- 東芝

### サポーター
- デサント
- 白銅
- スカイマーク
- SUS株式会社
- さわやか信用金庫
- 城南信用金庫
- オイレス工業
- Kubuto
- ダイトー
- 東レ・カーボンマジック - プロジェクト立ち上げ当時の社名は童夢・カーボンマジック。大田区の企業ではない[7]:63。
- 日東工器
- 日本通運
- 日本工学院
- マテリアル
- MITUTOYO
- D-clue

## プロジェクトの情報発信に関して
下町ボブスレーのツイッター公式アカウント(@shitamachibobs)では平昌五輪を揶揄するようなツイートが発信された。また、プロジェクトが作成した応援用の横断幕には「打倒日本」「日本に勝て」などとの寄せ書きが書き込まれていたとされる。インタビューの場でプロジェクトの委員長国廣らはこれらの問題に対して返答し、ツイッターについては担当者に任せきりでプロジェクト側からのチェックが不十分であったと非を認めた。横断幕については、そのような寄せ書きが実際に行われたのか事実関係を把握していないとした上で、事実であるならツイッターと同様管理が行き届いていなかったとしている。また、プロジェクトとしては当然日本代表に対して敵意を抱いていない事を断った上で、寄せ書きをプロジェクトの意向に沿って書くよう強制することはできないとも述べている。

## コラボレーション

### 下町ボブスレージェット
プロジェクトが制作したソリと協賛企業のロゴ入りのスカイマーク機。2017年10月6日就航、2018年12月まで運行予定。また、第23回オリンピック冬季競技大会に合わせて、スカイマークが破綻再生後、6年ぶりに再開する国際チャーター便羽田/仁川間で19日往路、23日復路を同機にて関係者輸送。

### 未来シャッター
大田区がロケ地となっているほか、ゼネラルマネージャー細貝淳一をはじめプロジェクトのメンバーが出演している。

### ご当地ナンバープレート
平成28年4月1日より大田区の排気量125cc以下の原付バイクを対象に下町ボブスレーのイラストが入ったナンバープレートを交付している。ジャマイカ代表チームへの採用決定に伴い、当初の黒を基調としたカラーリングから黄・緑・黒の三色によるジャマイカ国旗を基調としたカラーリングに変更された。

### コラボTシャツ
「下町ボブスレー×ジャマイカ 夢のコラボTシャツ」を安倍総理大臣へ贈呈。

### オフィシャル応援ソング
オフィシャル応援ソングのタイトルはbelieve。仲間を信頼する、自分自身を信じて、諦めないでチャレンジし続けて夢をつかむぞという普遍的なテーマを持つ応援ソングである。ゼネラルマネージャー細貝淳一の旧知の仲であり、DJ界の日本最高峰の一人DJ MASTERKEYが応援ソングをプロデュースした。

## 歴史

### 下町ボブスレーネットワークプロジェクト以前の開発史
戦後初の日本製そりは札幌市の町工場、三島工業(現在は廃業:3章)が手掛けた「MISHIMA-I・2men」である。
開発を手掛けたのは1984年から当時の日本ボブスレー代表チームが使用していたイタリア製のそりのメンテナンスを引き受けていた三島工業の技術者であり、その縁あって日本ボブスレー・リュージュ・スケルトン連盟から日本製のそりの制作を打診された。
完成したそりの性能は振るわず、世界の舞台で戦うことはなかった:121-124。
なお、下町ボブスレーネットワークプロジェクトはこうした開発史を知らず、かつて「初の国産ボブスレー」を標榜していた:135f。このことも含め、不見識に基づいた彼らの一連の言動は実態以上に日本のボブスレーの現状を貶めたとも取られかねない物であり、後の連盟との不協和音の一因となったとされる:5章。
1994年、リレハンメルオリンピックの終了後、長野オリンピックを目標に国産のそりを製作する計画が連盟の旗振りで立ち上がる。この時開発リーダーとなったのは、後に下町ボブスレーネットワークプロジェクトの副委員長に就任して開発を牽引する童夢の奥明栄であった。また先ほど触れたMISHIMAの開発者や:3章、リレハンメルオリンピックで3回目となるオリンピック出場を果たし、下町ボブスレー1号機の開発にも携わることになるボブスレー選手脇田寿雄も:119この計画に参加している。奥らは2年間準備をしたが、3年目実機の制作にとりかかる寸前、資金難に加え連盟内のプロジェクト推進者が退陣したことによって計画は中止となった。
こうして一旦国産ボブスレー開発の機運は途絶えるが、日本代表監督に就任した石井和男によって2006年にボブスレー工学研究会が結成され、既存の外国製ボブスレーの改造というアプローチによる取り組みが行われてきた:6章。「緩まないナット」で有名なハードロック工業がこの取り組みに協力するが、これが報道された事が後に立ち上がる「下町ボブスレーネットワークプロジェクト」の設立の遠因となった。

### プロジェクトの立ち上げ
2010年12月。大田区の職員であり大田区産業振興協会に出向していた小杉聡史は、スポーツ用品の開発を通じて大田区の町工場の技術をアピールするための計画を練り上げていた。種目の絞り込みの過程で、前節のハードロック工業がボブスレー開発に協力したとする報道があったことを小杉は知る。ナット一つで報道されるのならボブスレー1台を作り上げればより注目を集めるのではないか、との着想を得た彼はボブスレーを更に検討し、ボブスレーの製造に要求されるであろう高精度・少数生産・短納期という要求は町工場の特質とマッチングしており、また既にボブスレー製造に参入しているBMWやフェラーリと言った巨大資本とそれに挑戦する町工場の連合という対決の構図は高い話題性をもつだろうと分析しつつ、この種目が大田区の町工場の技術アピールの場として最適であるとの確信を深めていく。この他にも他地域の先行事例である「まいど1号」や「江戸っ子1号」、そしてもちろんプロジェクト名にも影響を与えたベストセラー小説『下町ロケット』などを意識しつつ、小杉は「夢プロジェクト『下町ボブスレー』」と題した提案書をまとめ上げ、2011年8月大田区の職員提案制度に提案する。大田区と言う役所の主導でこのプロジェクトを進める事はスポーツ用品の開発に必要なスピード感を損なうと判断されこの場では不採用となったが、大田区産業振興協会の広報として民間との関係を築きながらプロジェクトの実現を模索するという方向で小杉は上司から許可を取り付け、大田区の町工場を巡り、またその伝手を通じて協力者を獲得していく。
こうして集められたプロジェクト立ち上げ時のメンバーの中には、細貝淳一、船久保利和、奥明栄、脇田寿雄の姿があった。細貝及び船久保は後にプロジェクトの代表者である委員長を務める人物である。奥は先の計画の開発リーダーであり、1994年当時は童夢の社員であったが後に炭素繊維強化プラスチック(CFRP)の製造を専業とする子会社・童夢カーボンマジックの設立に尽力し、社長に就任していた。
奥には1994年の計画の設計図を保有していることが密かに期待されていたが、15年の時が経過する中で既に散逸してしまっており、そもそも当時とはレギュレーションが変更されていたため仮に残っていたとしても使い物になる代物ではなかった。いずれにせよ頓挫したとは言えボブスレーの開発経験を持ち、大田区に存在しないドライカーボンのCFRP製造技術を有す奥はプロジェクトに欠くべからざる存在であった。脇田寿雄も奥と共に1994年の計画に参加していた人物であり、1998年長野オリンピックにおいてオリンピックへの参加記録を4回に伸ばしていた。

## 同様のプロジェクト
- nbike の開発

下町ボブスレープロジェクトと同様、大田区の町工場約15社が結集して取り組まれている。プロジェクトの仕掛け人、株式会社ナイトペイジャー、横田信一郎を中心に協力企業数社と、ペダルを踏み込んで進み、自転車よりも楽な動きで進める乗り物「Ｎバイク」の開発に挑む。製造に向け準備を始めている。
- パラリンピック（バスケットボール）用車いすの開発

下町ボブスレープロジェクトと同様に、大田区、公益財団法人大田区産業振興協会、下町ボブスレーゼネラルマネージャー細貝純一の株式会社マテリアル、下町ボブスレープロジェクトの中核企業、等をメンバーに含む。既に日本代表選手に車いすを提供している松永製作所（岐阜県養老町）が協力する。大田区は2500万円の補助金の支出を決定してる。2020年の東京パラリンピックでの採用を目指す。

### 人物
1. ↑  ジャマイカの連盟からの推薦で、6号機から10号機までの三世代目のソリをプロジェクトと共同開発したアメリカ人技術者。中でも9・10号機についてはカウリングのデザインを担当し、大きく関与した。
現役時代はソルトレークシティオリンピックボブスレー男子四人乗りで銀メダルを獲得しており、引退後はソリ技術の専門家となってロシア・オランダ・アメリカの技術担当ヘッドコーチを歴任。
2016年5月、ジャマイカ側の要請でヘイズと会合を持ったプロジェクトは彼をジャマイカの技術ディレクターであると認識していた[10]:227。しかし実際にはヘイズがジャマイカの技術ディレクターであったのは2014-2015シーズンのみであり、ジャマイカ連盟の資金不足が原因で彼は公式にはジャマイカ代表チームを離れ「仮コーチ」としての立場からジャマイカに協力していた[46]。結局彼はカナダ代表のヘッドコーチに就任することになるのだが[47]、プロジェクトは下町ボブスレー9・10号機をデザインした彼が「オリンピック前にジャマイカチームを離れた」事が、下町ボブスレー不採用の一因となったとしている[48]。